# 微熱 (川本真琴の曲)
「微熱」（びねつ）は、川本真琴の6枚目のシングル。

## 概要
表題曲は木村佳乃が主演したTBS系列のテレビドラマ『恋の神様』の主題歌となっており、主に精神世界の葛藤を歌った内省的な曲になっている。

## 収録曲
1. 微熱 （作詞・作曲：川本真琴、編曲：石川鉄男・宮島哲博）
アルバム『gobbledygook』収録。シングル版の歌詞の「1000000回目」はアルバム版の歌詞では「100万回目」に修正されている。
2. 月の缶 （作詞・作曲：川本真琴、編曲：石川鉄男・宮島哲博、声：MANNA）
同アルバムには歌詞、曲共に大幅な添削が行われている「月の缶（sweet edit）」が8曲目に収録されている。論客からの中傷的な評価に対するアンサーソングだと言われている。

## 収録アルバム
- gobbledygook (#1,2、#2はsweet edit)
- The Complete Singles Collection 1996〜2001 (#1,2,3)